# Psophia leucoptera
El trompetero aliblanco, jacamín de alas blancas o tente alipalido (Psophia leucoptera) es una especie de ave gruiforme de la familia Psophiidae propia de las selva amazónica de Brasil, Bolivia y Perú. Es una de las tres especies que integran el género Psophia.

## Subespecies
Se reconocen dos subespecies de Psophia leucoptera:
- Psophia leucoptera ochroptera - noroeste de Brasil al norte del Río Amazonas y al oeste del Río Negro.
- Psophia leucoptera leucoptera - este de Perú al centro de Brasil y noreste de Bolivia.